# Хуритско-урартски језици
Хуритско-урартски језици су изумрла језичка породица на старог Блиском истоку. Састоји се од само два позната језика, хуритског и урартског.
По неким теоријама, ови језици су сродни североисточним кавкаским језицима, као што је чеченски.